# Kopyly
Kopyly (ukrainska: Копили) är en by i Poltava rajon i Poltava oblast i Ukraina. Den hade 2 525 invånare år 2001.
Byn ligger 3 km sydost om staden Poltava i byråd Teresjky på riksväg E40 och järnvägslinje Poltava—Lozova.